# Onofre Pou Cellers
Onofre Pou Cellers, a vegades citat com a Onofre Pau o Onofre Pablo, fou un religiós, jurista i rector de la Universitat de l'Estudi General (1582-84) va néixer al segle xvi, probablement a Barcelona o en terres gironines i residí a València i a Perpinyà.
Doctorat en dret civil i canònic, fou nomenat catedràtic de Cànons de la Universitat de l'Estudi General el curs 1560-1561 i posteriorment fou rector de la institució, precursora de la Universitat de Barcelona. També va ser canonge i degà capitular de la catedral de Barcelona.
Va ser conseller del rector entre 1578 i 1580, i més endavant va ser nomenat rector de la Universitat de l'Estudi General, càrrec que va exercir entre l'1 d'agost de 1582 al 31 de juliol de 1584. Més tard tornà a exercir de conseller del rector (1584-1586) i de Canceller interí de la Universitat de l'Estudi General els anys 1598 i 1599.
L'any 1598 va ser nomenat pel bisbe Lloris, Vicari General per afers d'inquisició. Va ser oïdor eclesiàstic de la Generalitat. Estudià un curs de filosofia a València, on fou alumne de Palmireno i de Terés. A causa d'una malaltia es veié obligat a tornar a Girona, on estigué un any convalescent. Tornà a València per estudiar teologia. Feia classes particulars de gramàtica i residia a casa del jurista lleidatà Francesc Tàrrega, al qual va dedicar la primera edició de la seva obra. El 1572 Pou ja residia a Perpinyà i l'any següent era rector de Sant Jaume de Canet. Fou catedràtic d'arts el 1578 a la Universitat de Perpinyà.
Participà en les Corts de Montsó de l'any 1585 com a síndic del Capítol de Barcelona. Per acord d'aquestes participà en la comissió que feu la compilació oficial dels textos legals del Principat de Catalunya (usatges, constitucions, capítols, actes de cort i pragmàtiques), impresa en tres volums a Barcelona en 1588-1589 i el 1704.
A la seva mort va instituir una causa pia per dotar les donzelles pobres òrfenes de l'Hospital de la Santa Creu. Va morir a Barcelona l'any 1606.

## Sobre les seves publicacions
Pou és autor del Thesaurus puerilis, un diccionari català-llatí molt difós a la seva època, publicat a València per Pedro de Huete el 1575. Amb aquesta obra reeixí el que el seu mestre l'humanista Juan Lorenzo Palmireno no havia aconseguit amb el seu Vocabulario del humanista, és a dir una obra didàctica la finalitat de la qual era l'ensenyament del llatí. Publicà en vida a Barcelona una segona edició del seu Thesaurus, corregida i augmentada, a la impremta de Pere Malo l'any 1580. La dedicà al conseller reial Miquel Joan Quintana. Aquesta edició definitiva es tornà a imprimir el 1591 a Perpinyà, i novament el 1600 a Barcelona per Jaume Cendrat. El gramàtic valencià Bernabé Soler va traduir al castellà la part catalana i l'amplià de manera que s'utilitzà com a llibre de text en les universitats fins al segle xviii. En l'epíleg de l'obra Pou explica al lector quines han estat les seves fonts per a cada lèxic específic. Feu servir els tractats de Vitrubi per l'arquitectura, de Varró i de Columel·la per l'agricultura i una llarga enumeració d'autors contemporanis especialistes cada un en termes navals, mèdics, etc. Emprà també material del seu mestre Palmireno a qui fa un elogi en els preliminars. El 1582 va escriure una altra obra avui perduda, Gramàtica de Erasme en romans ab exemples de Ciceró.
L'any 1580 va presentar l'obra "A la devoçion de la inmaculada concepçión de la sacratíssima virgen Maria scrive el doctor miçer Onofre Pablo Cellers, canónigo de Barçelona, su humil siervo y devoto. 1580" al primer certamen poètic en honor de la Immaculada Concepció.

## Obres
- Pou, Onofre. Thesaurus puerilis. Valencia: Librerías Paris-Valencia Servicio de Reproducción de Libros, 1979
- E. de Corbera [et alt.]. Dos certàmens poètics en honor de la Immaculada Concepció. Barcelona: 1580. Disponible a: Base de dades de Manuscrits Catalans de l'Edat Moderna